# Eois phaneroscia
Eois phaneroscia là một loài bướm đêm trong họ Geometridae.